# Joseph P. Allen
Joseph P. Allen, född 27 juni 1937 i Crawfordsville i Indiana, är en amerikansk astronaut uttagen i astronautgrupp 6 den 4 augusti 1967.

## Rymdfärder
- STS-5
- STS-51-A